# Ono Yuto
Yuto Ono (小野 悠斗 Ono Yuto, sinh ngày 28 tháng 9 năm 1991 ở Yokosuka, Kanagawa) là một cầu thủ bóng đá người Nhật Bản thi đấu cho FC Gifu.
Em trai của anh, Yuji, cũng là một cầu thủ bóng đá hiện tại thi đấu cho Sagan Tosu.

## Thống kê câu lạc bộ
Cập nhật đến ngày 23 tháng 2 năm 2016.
| Thành tích câu lạc bộ | Thành tích câu lạc bộ | Thành tích câu lạc bộ | Giải vô địch | Giải vô địch | Cúp                   | Cúp                   | Tổng cộng | Tổng cộng |
| Mùa giải              | Câu lạc bộ            | Giải vô địch          | Số trận      | Bàn thắng    | Số trận               | Bàn thắng             | Số trận   | Bàn thắng |
| Nhật Bản              | Nhật Bản              | Nhật Bản              | Giải vô địch | Giải vô địch | Cúp Hoàng đế Nhật Bản | Cúp Hoàng đế Nhật Bản | Tổng cộng | Tổng cộng |
| --------------------- | --------------------- | --------------------- | ------------ | ------------ | --------------------- | --------------------- | --------- | --------- |
| 2015                  | FC Gifu               | J2 League             | 14           | 0            | 2                     | 0                     | 16        | 0         |
| Tổng cộng sự nghiệp   | Tổng cộng sự nghiệp   | Tổng cộng sự nghiệp   | 14           | 0            | 2                     | 0                     | 16        | 0         |